# ¥

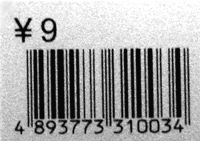
Etichetta cinese di prezzo da ¥9

¥ è il simbolo di valuta usato dalle seguenti valute:
- Yuan cinese (CNY)
- Yen (JPY)

Queste due valute usano lo stesso carattere cinese (圓/元/円), pronunciato yuan in cinese e en in giapponese. Il simbolo somiglia alla lettera latina "Y" con due tratti o, specie nella Cina continentale, con un tratto singolo.